# USATF Grand Prix 2021
Der USATF Grand Prix 2021 war eine Leichtathletik-Veranstaltung die am 24. April 2021 im Hayward Field in Eugene im US-Bundesstaat Oregon stattfand. Sie war Teil der World Athletics Continental Tour zählte zu den Gold-Meetings, der höchsten Kategorie dieser Leichtathletik-Serie.

## Resultate

### Männer

#### 100 m
| Platz | Athlet           | Land | Zeit (s) |
| ----- | ---------------- | ---- | -------- |
| 1     | Trayvon Bromell  | USA  | 10,01    |
| 2     | Noah Lyles       | USA  | 10,17    |
| 3     | Emmanuel Matadi  | LBR  | 10,19    |
| 4     | Mike Rodgers     | USA  | 10,24    |
| 5     | Divine Oduduru   | NGR  | 10,25    |
| 6     | Cravon Gillespie | USA  | 10,35    |
| 7     | Jaylen Bacon     | USA  | 10,38    |
| 8     | Chris Belcher    | USA  | 10,46    |
| 9     | Cameron Burrell  | USA  | 10,52    |

Wind: −0,2 m/s

#### 200 m
| Platz | Athlet             | Land | Zeit (s) |
| ----- | ------------------ | ---- | -------- |
| 1     | Jereem Richards    | TTO  | 20,26 SB |
| 2     | Josephus Lyles     | USA  | 20,46    |
| 3     | Christopher Taylor | JAM  | 20,73    |
| 4     | Rodney Rowe        | USA  | 20,76    |
| 5     | Jimmy Vicaut       | FRA  | 21,05    |
| 6     | Senoj-Jay Givans   | JAM  | 21,05    |
| 7     | Remontay McClain   | USA  | 21,47    |

Wind: −1,3 m/s

#### 400 m
| Platz | Athlet               | Land | Zeit (s) |
| ----- | -------------------- | ---- | -------- |
| 1     | Michael Norman       | USA  | 44,67    |
| 2     | Rai Benjamin         | USA  | 44,98    |
| 3     | Justin Robinson      | USA  | 45,55    |
| 4     | Emmanuel Korir       | KEN  | 45,79 SB |
| 5     | Michael Cherry       | USA  | 45,90    |
| 6     | Matthew Hudson-Smith | GBR  | 45,91    |
| 7     | Nathan Strother      | USA  | 47,06    |
| 8     | Rashard Clark        | USA  | 47,36    |

#### 800 m
| Platz | Athlet         | Land | Zeit (min) |
| ----- | -------------- | ---- | ---------- |
| 1     | Michael Saruni | KEN  | 1:46,64    |
| 2     | Isaiah Harris  | USA  | 1:46,92    |
| 3     | Charlie Hunter | AUS  | 1:47,21 PB |
| 4     | Erik Sowinski  | USA  | 1:47,73    |
| 5     | Sam Ellison    | USA  | 1:47,75    |
| 6     | Guy Learmonth  | GBR  | 1:48,22    |
| 7     | Luca Chatham   | USA  | 1:49,65    |
| 8     | Myles Marshall | USA  | 1:52,12    |
|       | Will Mundy     | USA  | DNF (Pace) |

#### 1500 m
| Platz       | Athlet          | Land | Zeit (min) |
| ----------- | --------------- | ---- | ---------- |
| 1           | Oliver Hoare    | AUS  | 3:33,54 PB |
| 2           | Justyn Knight   | CAN  | 3:35,85 PB |
| 3           | Donavan Brazier | USA  | 3:37,58    |
| 4           | Sam Prakel      | USA  | 3:37,74 SB |
| 5           | Talem Franco    | USA  | 3:39,19    |
| 6           | Hobbs Kessler   | USA  | 3:40,46 PB |
| 7           | John Gregorek   | USA  | 3:40,89    |
| 8           | Geordie Beamish | NZL  | 3:41,84    |
| 9           | Bryce Hoppel    | USA  | 3:42,62 PB |
| 10          | Emmanuel Bor    | USA  | 3:42,77    |
| 11          | Tripp Hurt      | USA  | 3:42,95    |
| 12          | Eric Jenkins    | USA  | 3:43,60    |
|             | Chad Noelle     | USA  | DNF        |
| Craig Nowak | USA             | DNF  |            |

#### 3000 m Hindernis
| Platz | Athlet          | Land | Zeit (min)    |
| ----- | --------------- | ---- | ------------- |
| 1     | Isaac Updike    | USA  | 8:17,74 WL PB |
| 2     | Mason Ferlic    | USA  | 8:18,49 PB    |
| 3     | Hillary Bor     | USA  | 8:22,55       |
| 4     | Obsa Ali        | USA  | 8:22,81 SB    |
| 5     | John Gay        | CAN  | 8:23,96 PB    |
| 6     | Alex Rogers     | USA  | 8:27,29 SB    |
| 7     | Stanley Kebenei | USA  | 8:30,57       |
| 8     | Anthony Rotich  | USA  | 8:36,21       |
| 9     | Frankline Tonui | USA  | 8:38,97       |
| 10    | Benard Keter    | USA  | 8:39,38       |
| 11    | Michael Jordan  | USA  | 8:39,45 SB    |
| 12    | Haron Lagat     | USA  | 8:52,82       |

#### Weitsprung
| Platz | Athletin            | Land | Weite (m) |
| ----- | ------------------- | ---- | --------- |
| 1     | Marquis Dendy       | USA  | 7,98      |
| 2     | Holland Martin      | BHS  | 7,68      |
| 3     | Jacob Fincham-Dukes | GBR  | 7,67      |
| 4     | Mohammed Abubakar   | GHA  | 7,60      |
| 5     | Trumaine Jefferson  | USA  | 7,60      |
| 6     | Jarvis Gotch        | USA  | 7,56      |
| 7     | Roderick Townsend   | USA  | 6,82      |

#### Dreisprung
| Platz | Athletin         | Land | Weite (m) |
| ----- | ---------------- | ---- | --------- |
| 1     | Donald Scott     | USA  | 16,89     |
| 2     | Clive Pullen     | JAM  | 16,55 SB  |
| 3     | Christian Taylor | USA  | 16,52 SB  |
| 4     | Darrel Jones     | USA  | 14,21     |

#### Hammerwurf
| Platz | Athlet            | Land | Weite (m)   |
| ----- | ----------------- | ---- | ----------- |
| 1     | Rudy Winkler      | USA  | 81,98 WL PB |
| 2     | Denzel Comenentia | NED  | 76,72 SB    |
| 3     | Daniel Haugh      | USA  | 76,47 PB    |
| 4     | Brock Eager       | USA  | 75,76 PB    |
| 5     | Sean Donnelly     | USA  | 75,71 SB    |
| 6     | Alex Young        | USA  | 75,25       |
| 7     | Marcel Lomnický   | SVK  | 74,67       |
| 8     | Michael Shanahan  | USA  | 69,80 SB    |

#### Speerwurf
| Platz | Athlet          | Land | Weite (m) |
| ----- | --------------- | ---- | --------- |
| 1     | Anderson Peters | GRD  | 82,72 SB  |
| 2     | Riley Dolezal   | USA  | 78,28     |
| 3     | Curtis Thompson | USA  | 76,81     |
| 4     | Michael Shuey   | USA  | 74,81     |
| 5     | Sam Hardin      | USA  | 74,64 PB  |
| 6     | Justin Carter   | USA  | 68,98     |
| 7     | Ethan Shalaway  | USA  | 64,81     |
| 8     | Jacob Moran     | USA  | 64,01     |

### Frauen

#### 100 m
| Platz | Athlet              | Land | Zeit (s) |
| ----- | ------------------- | ---- | -------- |
| 1     | Blessing Okagbare   | NGR  | 10,97    |
| 2     | Morolake Akinosun   | USA  | 11,09 SB |
| 3     | Daryll Neita        | GBR  | 11,18 SB |
| 4     | Jenna Prandini      | USA  | 11,22    |
| 5     | Kemba Nelson        | JAM  | 11,22    |
| 6     | Teahna Daniels      | USA  | 11,22    |
| 7     | Allyson Felix       | USA  | 11,30 SB |
| 8     | Tianna Bartoletta   | USA  | 11,30 SB |
| 9     | Christania Williams | JAM  | 26,21    |

Wind: +1,2 m/s

#### 400 m
| Platz | Athlet              | Land | Zeit (s)       |
| ----- | ------------------- | ---- | -------------- |
| 1     | Shaunae Miller-Uibo | BHS  | 49,08 WL FR SB |
| 2     | Lynna Irby          | USA  | 50,28          |
| 3     | Jessica Beard       | USA  | 50,38 SB       |
| 4     | Kendall Ellis       | USA  | 51,27          |
| 5     | Wadeline Jonathas   | USA  | 51,40 SB       |
| 6     | Jaide Stepter       | USA  | 51,67 SB       |
| 7     | Phyllis Francis     | USA  | 53,04          |

#### 800 m
| Platz | Athlet                  | Land | Zeit (min) |
| ----- | ----------------------- | ---- | ---------- |
| 1     | Adelle Tracey           | GBR  | 2:03,25    |
| 2     | Jemma Reekie            | GBR  | 2:03,26    |
| 3     | Raevyn Rogers           | USA  | 2:03,89    |
| 4     | Melissa Bishop-Nriagu   | CAN  | 2:04,18    |
| 5     | Olivia Baker            | USA  | 2:04,23    |
| 6     | Kate Grace              | USA  | 2:04,55    |
| 7     | Kendra Chambers         | USA  | 2:05,60    |
| 8     | Samantha Watson         | USA  | 2:06,91    |
| 9     | Síofra Cléirigh Büttner | IRL  | 2:07,04    |
|       | Alexa Efraimson         | USA  | DNF (Pace) |

#### 1500 m
| Platz         | Athlet                 | Land       | Zeit (min) |
| ------------- | ---------------------- | ---------- | ---------- |
| 1             | Laura Muir             | GBR        | 4:01,54    |
| 2             | Helen Schlachtenhaufen | USA        | 4:04,36    |
| 3             | Cory McGee             | USA        | 4:05,00 SB |
| 4             | Dani Jones             | USA        | 4:05,27 PB |
| 5             | Nikki Hiltz            | USA        | 4:05,84 SB |
| 6             | Lucia Stafford         | CAN        | 4:08,25    |
| 7             | Alli Cash              | USA        | 4:08,37    |
| 8             | Sage Hurta             | USA        | 4:08,38 PB |
| 9             | Jenny Simpson          | USA        | 4:10,07    |
| 10            | Weini Kelati           | ERI        | 4:10,88 PB |
| 11            | Marta Pen              | POR        | 4:20,56    |
|               | Kaela Edwards          | USA        | DNF (Pace) |
| Laurence Cote | CAN                    | DNF (Pace) |            |

#### 5000 m
| Platz | Athlet             | Land | Zeit (min)  |
| ----- | ------------------ | ---- | ----------- |
| 1     | Eilish McColgan    | GBR  | 14:52,44    |
| 2     | Abbey Cooper       | USA  | 15:13,27    |
| 3     | Amy-Eloise Markovc | GBR  | 15:17,13    |
| 4     | Ednah Kurgat       | USA  | 15:18,35 PB |
| 5     | Natalia Hawthorn   | CAN  | 15:18,67 PB |
| 6     | Sara Hall          | USA  | 15:22,55    |
| 7     | Elvin Kibet        | USA  | 15:51,42    |
| 8     | Alia Gray          | USA  | 16:09,06    |
| 9     | Nuhamin Bogale     | ETH  | 16:54,04    |
|       | Jessica Hull       | AUS  | DNF (Pace)  |

#### 100 m Hürden
| Platz | Athlet                | Land | Zeit (s) |
| ----- | --------------------- | ---- | -------- |
| 1     | Jasmine Camacho-Quinn | PUR  | 12,46    |
| 2     | Brittany Anderson     | JAM  | 12,82 SB |
| 3     | Taliyah Brooks        | USA  | 12,83    |
| 4     | Sydney McLaughlin     | USA  | 12,87 PB |
| 5     | Payton Chadwick       | USA  | 12,95    |
| 6     | Tobi Amusan           | NGR  | 13,10    |
| 7     | Emily Sloan           | USA  | 13,22    |
| 8     | Andrea Vargas         | CRC  | 13,43    |
| 9     | Rushelle Burton       | JAM  | 13,79    |

Wind: −0,3 m/s

#### Hochsprung
| Platz | Athlet                | Land | Höhe (m) |
| ----- | --------------------- | ---- | -------- |
| 1     | Rachel McCoy          | USA  | 1,87     |
| 2     | Tynita Butts-Townsend | USA  | 1,82     |
| 2     | Shelley Spires        | USA  | 1,82     |
| 4     | Amina Smith           | USA  | 1,82     |
| 4     | Inika McPherson       | USA  | 1,82     |
| 6     | Maruša Černjul        | SVN  | 1,77     |
| 6     | Anna Hall             | USA  | 1,77     |

#### Dreisprung
| Platz | Athlet            | Land | Weite (m) |
| ----- | ----------------- | ---- | --------- |
| 1     | Tori Franklin     | USA  | 14,10     |
| 2     | Kimberly Williams | JAM  | 13,93     |
| 3     | Thea LaFond       | DMA  | 13,78     |

#### Kugelstoßen
| Platz | Athletin            | Land | Weite (m) |
| ----- | ------------------- | ---- | --------- |
| 1     | Chase Ealey         | USA  | 18,93 SB  |
| 2     | Danniel Thomas-Dodd | JAM  | 18,46     |
| 3     | Jessica Ramsey      | USA  | 18,40     |
| 4     | Sarah Mitton        | CAN  | 18,04     |
| 5     | Rachel Fatherly     | USA  | 17,64     |
| 6     | Jessica Woodard     | USA  | 17,62     |
| 7     | Brittany Crew       | CAN  | 17,10     |
| 8     | Felisha Johnson     | USA  | 17,09     |
| 9     | Michelle Carter     | USA  | 16,94     |
| 10    | Haley Teel          | USA  | 16,74     |

#### Hammerwurf
| Platz | Athletin           | Land | Weite (m) |
| ----- | ------------------ | ---- | --------- |
| 1     | Brooke Andersen    | USA  | 77,99     |
| 2     | DeAnna Price       | USA  | 76,15     |
| 3     | Janee' Kassanavoid | USA  | 72,81     |
| 4     | Erin Reese         | USA  | 72,27 PB  |